# سیل ناگهانی

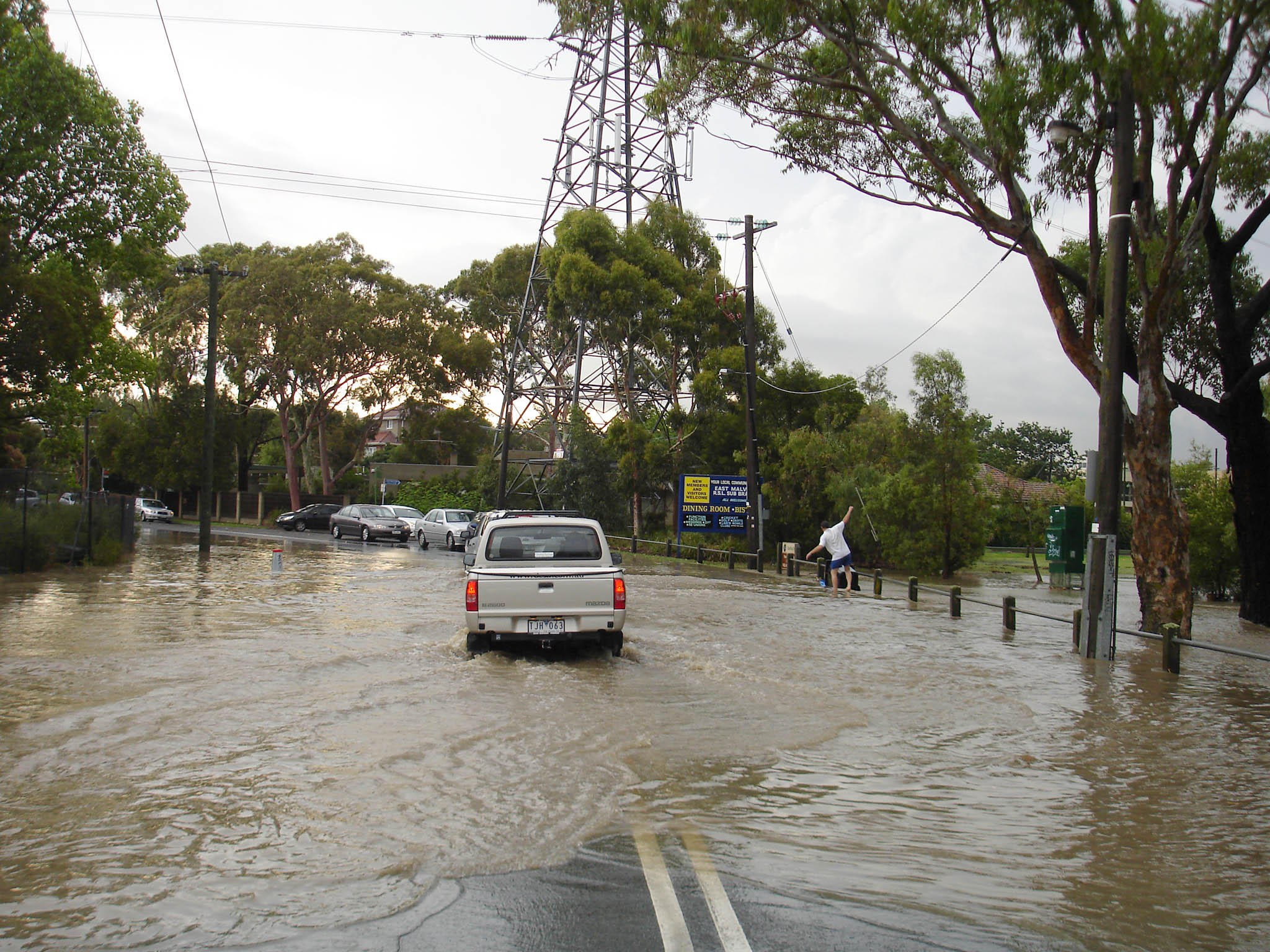
رانندگی در سیل ناگهانی

سیل ناگهانی یا سیل برق‌آسا سیلاب کوتاه مدتی که به‌طور ناگهانی درون یک درهٔ خشک جریان یابد. اینگونه سیل‌ها مخصوص مناطق خشک و کم‌بارانی است که رگبار شدید و کم‌دوامی در آن ببارد. این سیلاب‌ها در حین جریان مواد فراوانی را با خود حمل کرده و به شکل آب گل‌آلود غلیظی بستر خود را می‌پوشاند و اغلب احشام و حتی انسان را با خود می‌برد و زیان‌های فراوانی از خود به‌جای می‌گذارد.